# Mezinárodní sochařské sympozium ve Vejprtech
Mezinárodní sochařské sympozium ve Vejprtech  v Ústeckém kraji bylo sympozium pořádané na podporu nemocnic v České republice a Německu. Tato galerie moderního umění se nacházela na okraji města při příjezdu od Chomutova.

## Historie
Myšlenka pořádat výtvarná sympozia pro nemocnice a další zdravotnická zařízení vznikla v roce 1992. Následujícího roku proběhlo první mezinárodní sochařské sympozium za účasti sochařů z Německa a z České republiky.
Sympozií se zúčastnili sochaři z mnoha zemí (kromě Čech a Německa například z Anglie, Japonska, Španělska). Umělci pracovali zdarma bez autorského honoráře, nemocnice financovaly pouze vytěžení kamene v Hořicích, převoz soch a jejich instalaci. Mezi autory byli například manželé Wardovi z Anglie, izraelská umělkyně Ady Moran Riessová, Andre Zimmer z Německa nebo český sochař Ondřej Doležal. Z českých nemocnic a klinik takto získaly sochy Nemocnice Královské Vinohrady v Praze (2007) nebo klinika dr. Pírka v Mladé Boleslavi (2008, 2009).
Po jubilejním 20. ročníku konaném v roce 2012 sympozium skončilo. Za dvacet let zde vzniklo 157 soch z hořického pískovce, které zdobí nemocnice v městech České republiky a Německa.